# Districte de Katha
El districte de Katha és una divisió administrativa de Myanmar, la situada més al nord-est de la divisió de Sagaing. La capital és Katha. Està dividit en els "townships" (una mena de municipalitats) de Banmauk, Indaw, Katha, Kawlin, Pinlebu, Tigyaing i Wuntho.
Sota domini britànic era part de la divisió de Mandalay i la seva superfície era de 18.114 km². El gran riu de la zona és l'Irauadi; altres rius menors eren el Kaukkwe, Shweli, Meza, Mu i Namyin (o Mohnyin).
Fou ocupada pels britànics el 1886 i la zona va quedar pacificada el 1887, si bé encara fou necessària la intervenció de la policia militar per fer front a grups de bandits i resistents. El principal era el príncep (sawbwa) de Wutho, Maung Aung Myat, que va aprofitar les circumstàncies per expandir el seu estat mentre prometia obediència als britànics i va poder conservar els territoris adquirits; però el 1891 es va produir una revolta; els rebels es van apoderar de Banmauk (febrer de 1891) i tot seguit van atacar i cremar Kawlin, capital d'una subdivisió; hi va haver altres lluites però finalment els rebels foren derrotats al turó de Kyaingkwin prop de Kawlin, entre aquesta ciutat i la de Wuntho, i després a Okkan a la comarca de Ye-u; abans de final d'any la revolta estava dominada i Wuntho fou annexionat; el sawbwa es va escapar a la Xina. La població del districte el 1891 era de 90.548 sense incloure a Wuntho i el 1901, ja amb Wuntho, de 176.223 habitants. Estava aleshores dividit en subdivisions i "townships" (àrees dependents d'una ciutat):
- Katha
  - Katha
  - Tigyaing
  - Mawlu
  - Indaw
- Wuntho
  - Wuntho
  - Kawlin
  - Pinlebu
- Banmauk 
  - Banmauk

Els quatre darrers integraven abans de 1891 l'estat de Wuntho. La població era de majoria birmana (82.000) amb shans (50.000), Kadus (34.000) i Katxins (6000)